# Irodouër
Irodouër är en kommun i departementet Ille-et-Vilaine i regionen Bretagne i nordvästra Frankrike. Kommunen ligger i kantonen Bécherel som tillhör arrondissementet Rennes. År 2022 hade Irodouër 2 308 invånare.

## Befolkningsutveckling
Antalet invånare i kommunen Irodouër
Referens:INSEE